# Степонавичюс, Юлийонас
Юлийонас Степонавичюс (лит. Julijonas Steponavičius; 18 октября 1911 — 18 июня 1991) — литовский католический архиепископ. С 1958 по 1989 год — апостольский администратор Паневежской епархии и Вильнюсской архиепархии. С 10 марта 1989 года и до смерти 18 июня 1991 года — архиепископ Вильнюсский.

## Биография
Юлийонас Степонавичюс родился в деревне Мицюнай около посёлка Гервяты (ныне — Островецкий район, Республика Беларусь). Обучался в гимназии в Вильне, после её окончания поступил в Виленскую католическую семинарию. Продолжил образование на богословском факультете Вильнюсского университета. Рукоположен во священники 21 июня 1936 года, преподавал Закон Божий в гродненской гимназии. С 1939 года служил священником в ряде приходов Литвы. В 1955 году назначен викарным епископом Паневежиса, вместе с назначением получил звание титулярного епископа Антародоса. Епископская хиротония состоялась 11 сентября 1955 года.
Католическая церковь в Литве переживала в это время тяжёлый период. Антирелигиозная политика в СССР ставила католиков Литвы в чрезвычайно стеснённые условия. Архиепископ Вильнюса Ромуальд Ялбжиковский был депортирован в 1945 году, его помощник Мечисловас Рейнис в 1947 году арестован, в 1953 году умер в тюрьме во Владимире. Обязанности апостольского администратора Вильнюса исполнял епископ Казимир Палтарокас. После его смерти в 1958 году апостольским администратором Паневежской епархии и Вильнюсской архиепархии был назначен Юлийонас Степонавичюс. Уже через три года после назначения епископ был арестован и отправлен в ссылку в Жагаре, где находился под домашним арестом.
В 1970 году священники Вильнюсской епархии подали петицию властям СССР о возвращении епископа из ссылки, в 1976 году с воззванием об освобождении Степонавичюса выступила Литовская Хельсинкская группа, но призывы были проигнорированы. Свобода епископу Степонавичюсу была предоставлена только с началом политики перестройки. 21 октября 1988 года епископ смог прибыть в Вильнюс, где его на площади перед кафедральным собором встречала большая масса верующих.
10 марта 1989 года папа Иоанн Павел II назначил Степонавичюса архиепископом Вильнюса. Обязанности архиепископа он исполнял вплоть до своей смерти 18 июня 1991 года. Похоронен в часовне ссыльных кафедрального собора Вильнюса.